# Neues Schloss (Eremitage)

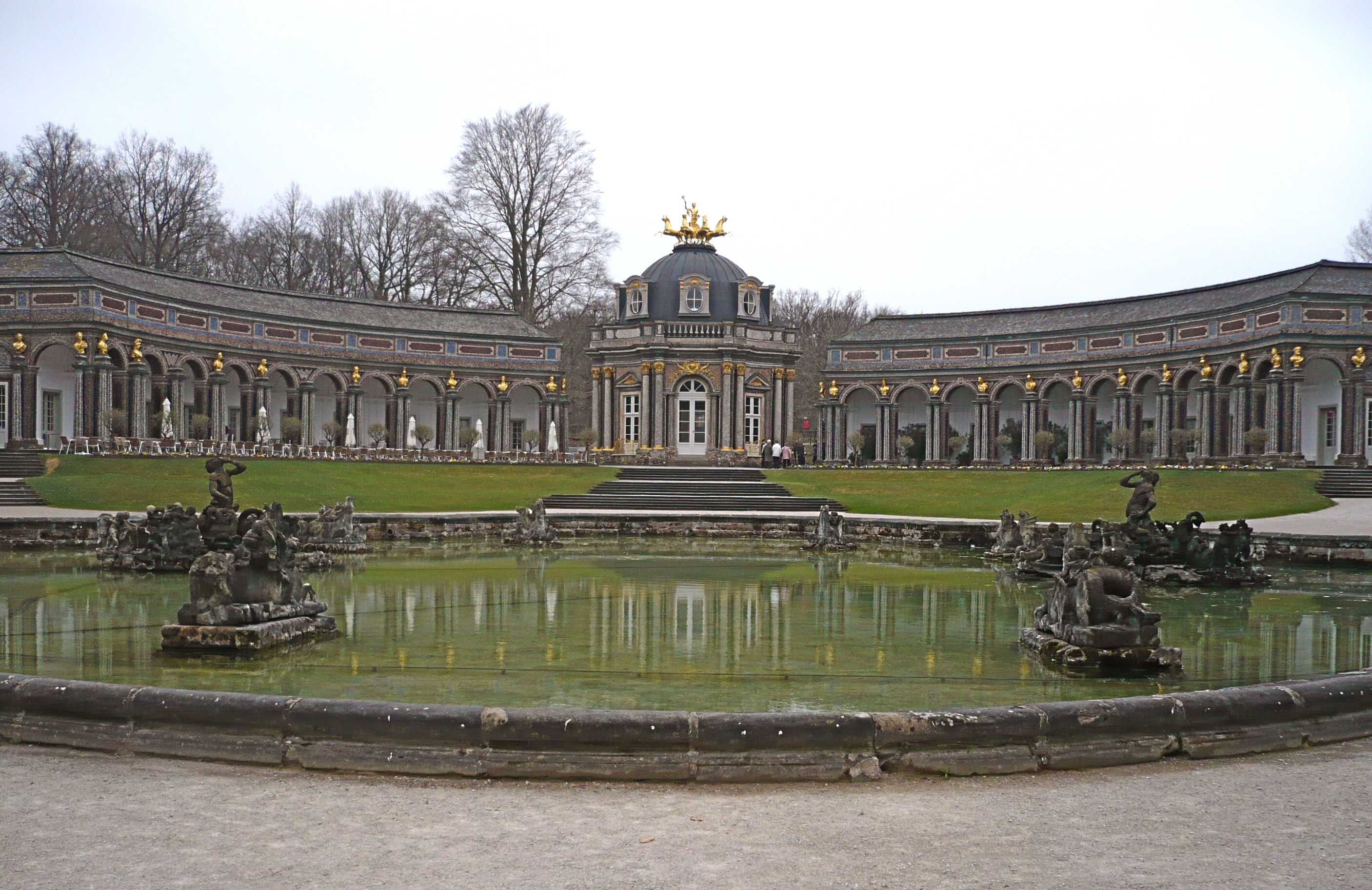
Neues Schloss der Eremitage: Sonnentempel und Zirkelbauten, davor das Wasserbecken „Obere Grotte“

Das Neue Schloss ist eines der beiden Schlösser in der historischen Parkanlage Eremitage östlich des Ortsteiles Sankt Johannis der oberfränkischen Stadt Bayreuth. Es ist nicht zu verwechseln mit dem ab 1753 erbauten Neuen Schloss in der Innenstadt. Eine Besonderheit der Schlossanlage ist die Farbigkeit ihrer Außenwände, die durch Steine, Kristalle und Glasstücke in mosaikartiger Anordnung entsteht.

## Vorgeschichte

Von Markgraf Georg Wilhelm angelegtes Labyrinth

Seit 1664 existierte im Bereich der späteren Eremitage ein umzäuntes Waldgebiet („Tiergarten“), das dem Hof des Fürstentums Bayreuth für die Jagd vorbehalten war. Ab 1715 entstand unter Markgraf Georg Wilhelm ein Sommerschlösschen (Altes Schloss) als Zentrum einer höfischen Einsiedelei. Nachdem Friedrich III. die Regierungsgeschäfte übernommen hatte, schenkte dieser 1735 die Eremitage seiner Gattin Wilhelmine von Preußen.

## Baugeschichte und Beschreibung

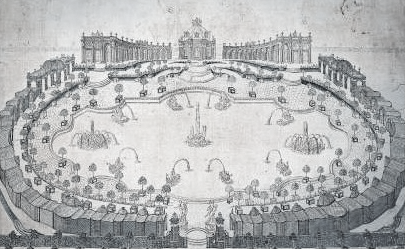
Ältester Entwurf des Neuen Schlosses, um 1750

In den Jahren 1749 bis 1753 wurde westlich des bisherigen Schlosses das Neue Schloss errichtet. Das dreiteilige Bauwerk aus einem runden Mittelgebäude und zwei seitlich davon angelegten Zirkelbauten, die nicht miteinander verbunden sind, wurde ursprünglich als Orangerie gebaut. Vor den Gebäuden entstand, an der Stelle eines – wahrscheinlich aus Hecken bestehenden – Labyrinths ein großes, von Treillagen eingerahmtes Bassin mit Wasserspielen, das als „Obere Grotte“ bezeichnet wird.

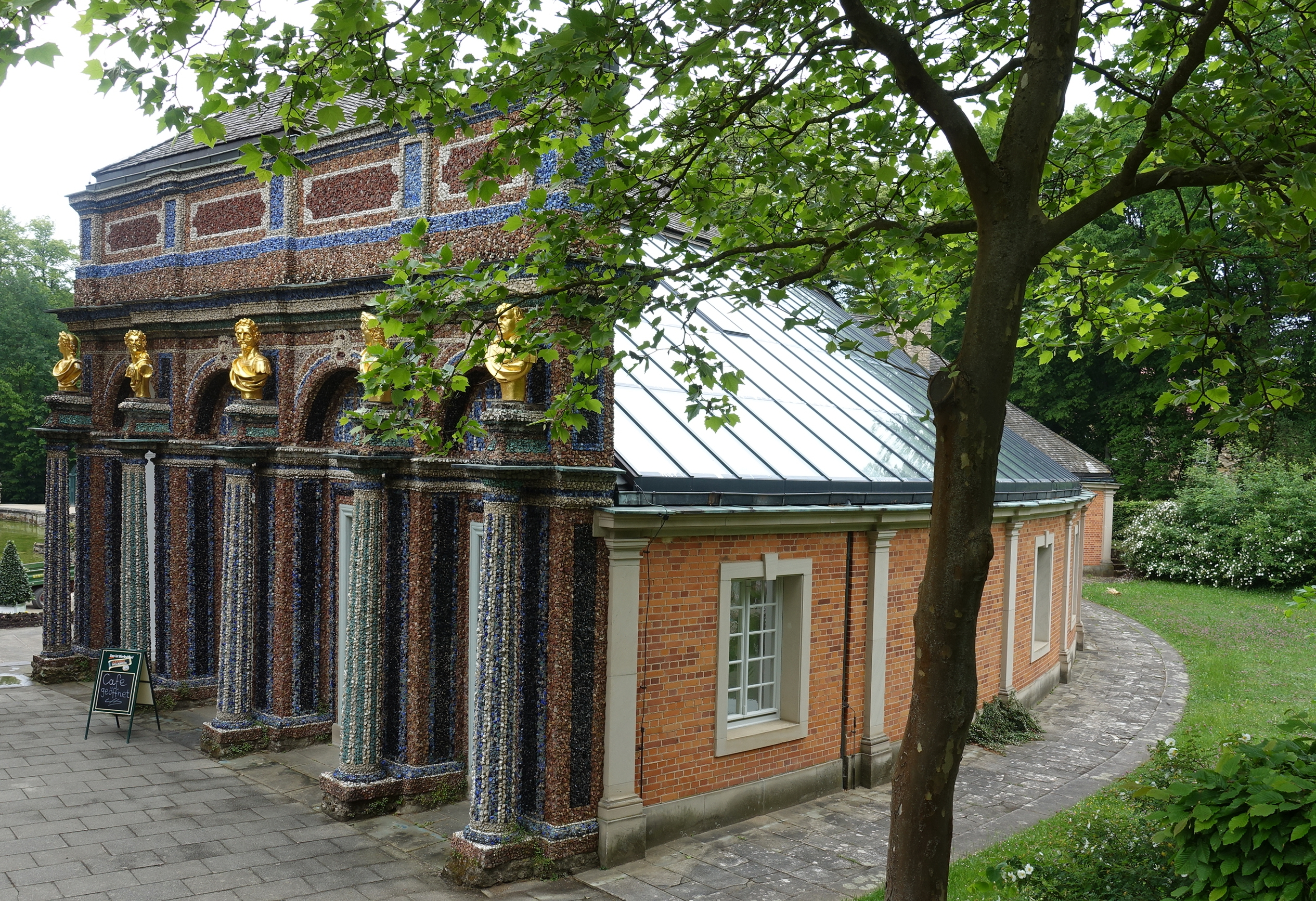
Östlicher Zirkelbau mit unverputzter Rückseite

Die Bauausführung wurde 1748 dem Marquis de Montperny übertragen, der das erforderliche Geld selbst beschaffte und dem Markgrafen vorschoss. In den ersten beiden Baujahren 1749/50 verbrauchte er 32.346 Gulden und 10 ½ Kreuzer. 1752 erhielt er das Geld in zwei Raten à 16.000 Gulden zurück. Architekt des Ensembles war der Leiter des Hofbauamts Joseph Saint-Pierre.
1751 war die Orangerie fertiggestellt, wobei die Ziegelsteinwände der Rückseiten der beiden Zirkelbauten unverputzt blieben. Die Zirkelbauten mit vorgelagerten Arkaden, die jeweils zehn Rundbögen aufweisen, wurden unmittelbar nach ihrer Fertigstellung zu einem Wohnschloss ausgebaut. Deren nördliche Stirnseiten wurden von drei auf fünf Fenster- bzw. Türachsen erweitert. Die Vasen und Figuren auf dem Mauerabschluss über den Arkaden wurden entfernt und flache, mit Schindeln gedeckte Walmdächer aufgesetzt. Der östliche Flügel wurde verbreitert, die Symmetrie der Anlage damit aufgegeben. Es entstanden vier tiefere Räume, deren drei (Salon, Audienzzimmer und Eckzimmer mit Kupferstichsammlung) zum Mittelbau hin gelegene verstärkte Außenmauern und Fenster erhielten. Der vierte Raum wurde zum Schlafzimmer der Markgräfin, die beiden nördlichsten (Eckzimmer und „Chinesisches Zimmer“) blieben in ihren Grundrissen erhalten. Hinter letzteren entstand ein schräger Durchgang zu zwei Flügelzimmern. Um große Wandflächen zu schaffen, wurden die Zimmertüren zu den Arkaden hin verlegt.
Der westliche, dem Markgrafen vorbehaltene „Herrenflügel“ wurde nicht verbreitert. Dessen Schlafzimmer lag als Flügelzimmer in der westlichsten Ecke des Gebäudes am Rand des gebogenen Trakts. Dort schlossen sich sieben weitere Räume, unter anderem der „Grüne Salon“ und das „Chinesische Zimmer“, an.
Zwischen den Zirkelbauten liegt das Mittelgebäude mit innen rundem, außen achteckigem Grundriss, mit dem diese nicht verbunden sind. Dessen Kuppeldach weist acht Rokoko-Gauben mit hochovalen Fenstern auf. Es trägt eine vergoldete Quadriga, die von einem fackeltragenden Apollo als Sinnbild der Sonne gelenkt wird. Daher wird das Gebäude meist als „Sonnentempel“ bezeichnet. Die nach den Haupthimmelsrichtungen gelegenen geraden Seiten sind durch zweiflügelige Türen durchbrochen, die anderen vier – konkav geschweiften – Wandflächen durch bis auf den Boden reichende Fenster mit dreieckigen Giebelbekrönungen. Der um das Dach verlaufende Sims, der optisch von Säulenpaaren mit Kompositkapitellen an den Ecken des Gebäudes getragen wird, trug ursprünglich Steinfiguren.

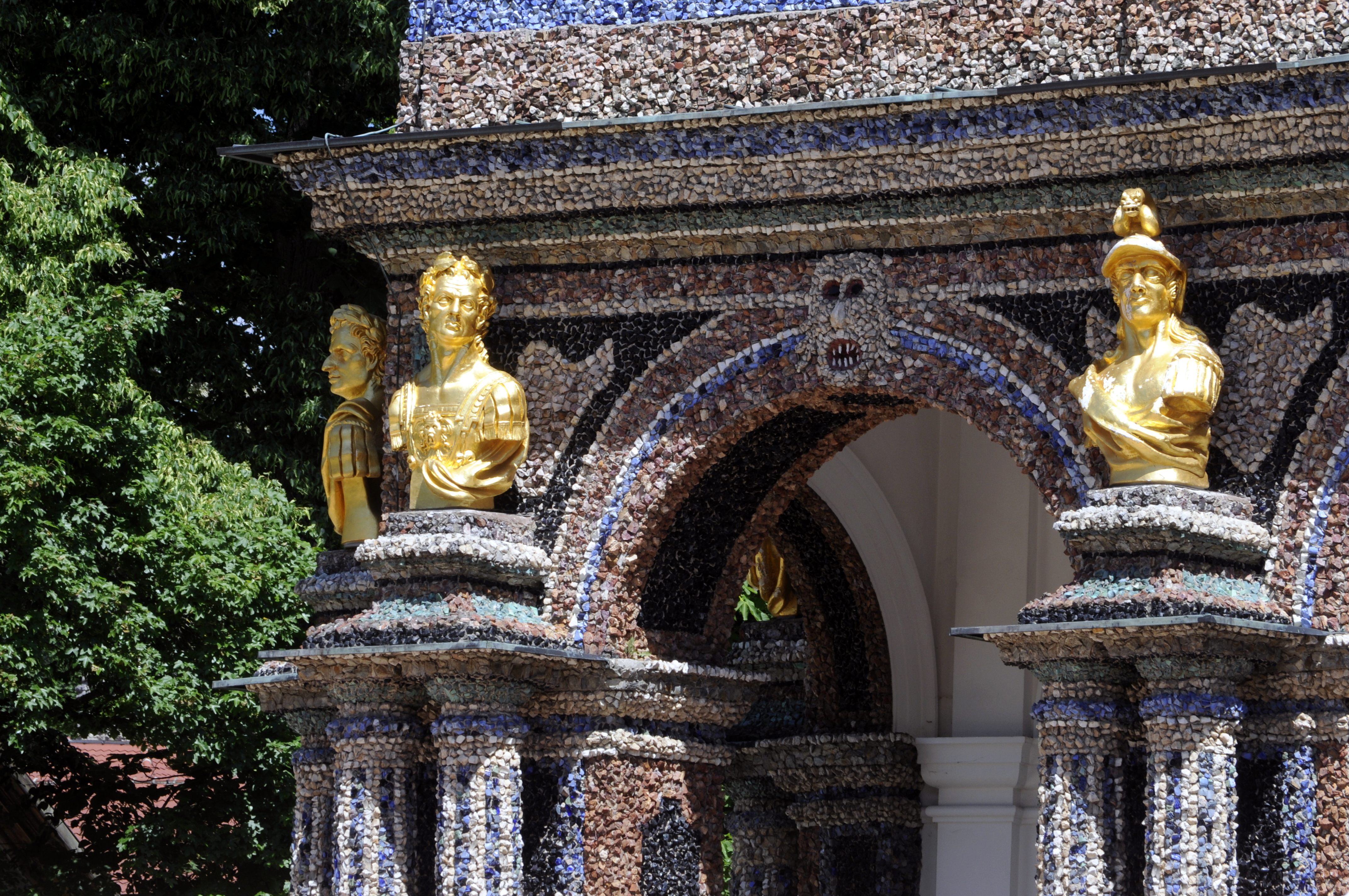
Durch Steine, Kristalle und Glasstücke erzeugte Farbigkeit der Außenwände

Eine Besonderheit stellen die Fassaden dar, die im Stil der Grottenarchitektur mit verwitterungsbeständigen Quarzkristallen und Karneolsteinen bedeckt sind. Diese Art der Wandgestaltung kam aus Italien und war durch die Grand Tour der Aristokraten auch im nördlichen Europa bekannt geworden. Sie wurde ähnlich bereits von der antiken römischen Architektur angewandt, etwa beim Nymphäum der Vorstadtthermen in Pompeji. Die Kristalle reflektieren das Sonnenlicht. Die dazu verwendeten blauen, grünen und gelben Schlacken kamen aus den Glashütten in Warmensteinach und Bischofsgrün, die schwarzen aus Kupferberg, die roten wurden in der Nähe des ebenfalls von Wilhelmine angelegten Felsengartens Sanspareil gewonnen, die Kristalle kamen aus Weißdorf und Raumetengrün. Die meisten Steinbrüche für die weithin exportierten „Bayreuther Marmore“ lagen im Frankenwald, in der Umgebung von Hof, im Fichtelgebirge (siehe: Deutsches Natursteinarchiv) und in der Fränkischen Schweiz. Schon Markgraf Georg Wilhelm hatte im Zuchthaus Sankt Georgen nicht nur eine Fayencemanufaktur, sondern auch eine Marmorwerkstatt eingerichtet, deren Erzeugnisse etwa beim Bau von Schloss Sanssouci und dem Neuen Palais in Potsdam Verwendung fanden.
Am 14. April 1945 hatten amerikanische Luftaufklärer militärische Fahrzeuge in der unmittelbaren Nähe des Gebäudes entdeckt. Da General August Hagl, der sich in Sankt Johannis befand, die kampflose Übergabe der Stadt verweigerte, nahmen acht P-47-Jagdbomber die Eremitage unter Beschuss. Ab 14 Uhr wurde sie mit acht 250 Kilo schweren Sprengbomben, 18 Raketen und Bordwaffen angegriffen. Das Neue Schloss wurde dabei bis auf die Außenmauern zerstört und die gesamte Inneneinrichtung verbrannte. Die nicht mehr vorhandene Kuppel des Sonnentempels wurde zunächst provisorisch durch ein Zeltdach ersetzt.
Der Wiederaufbau des Neuen Schlosses erfolgte nur noch äußerlich, die Restaurierungsarbeiten erstreckten sich über zehn Jahre. Die Innenräume wurden nicht rekonstruiert. Im Mai 1969 wurde auf dem Sonnentempel wieder eine Quadriga, ein Werk der Bildhauer Richard Stammberger und Bernhard Krauß, installiert. Im östlichen Zirkelbau ist heute ein gastronomischer Betrieb untergebracht.

## Sonstiges

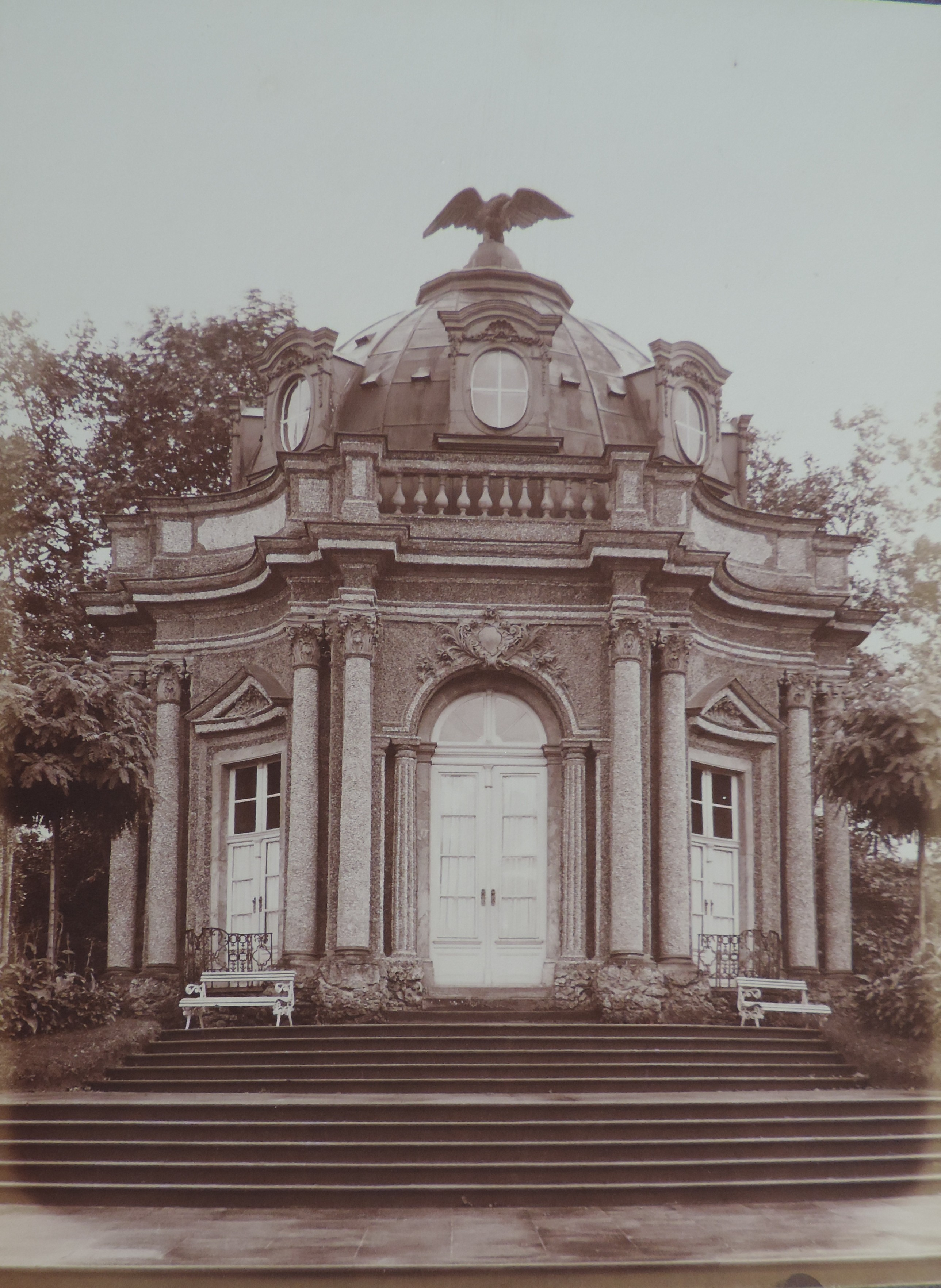
Adler anstelle der Quadriga auf dem Sonnentempel des Neuen Schlosses

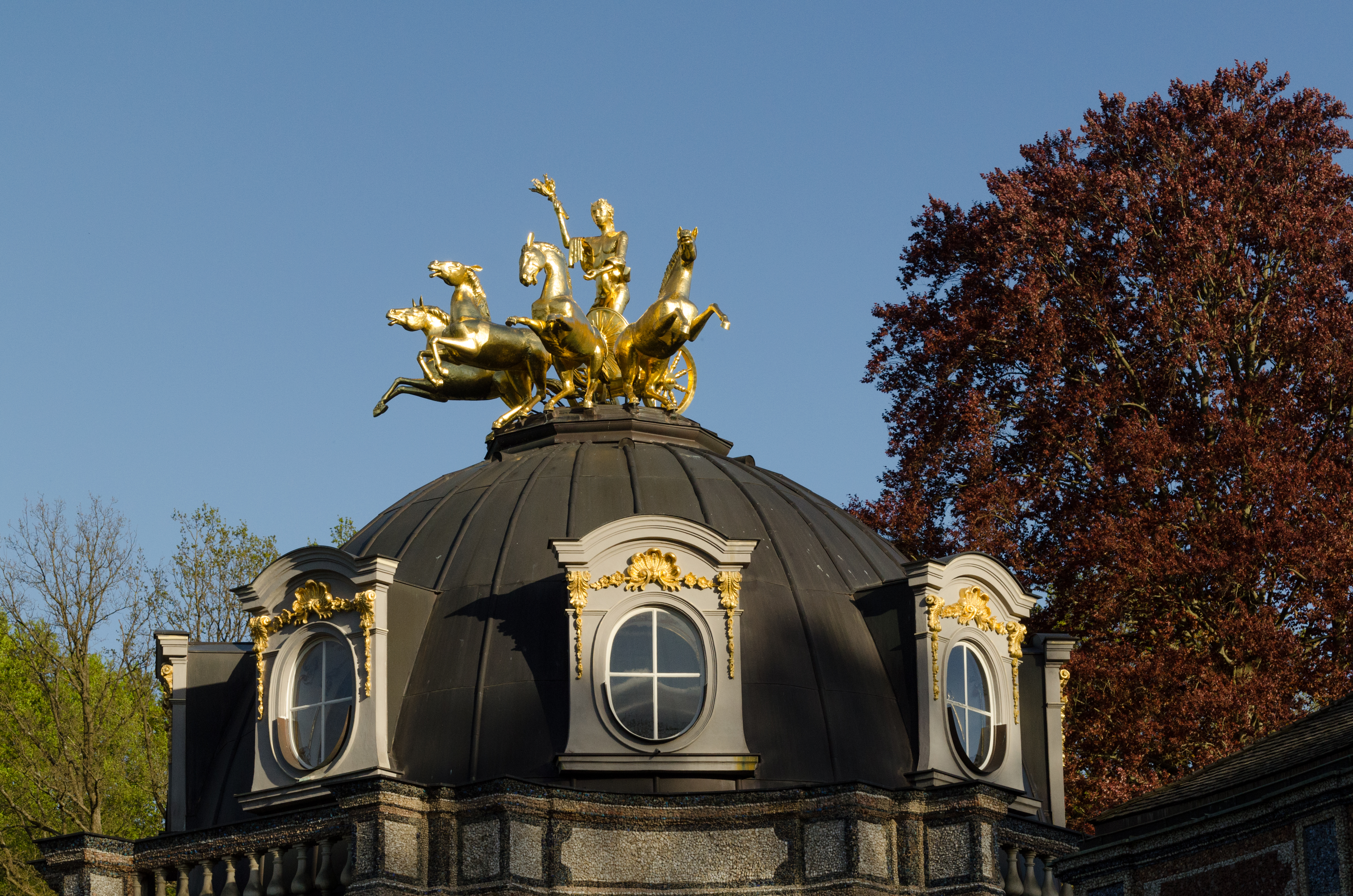
Neue Quadriga auf dem Sonnentempel

- Die von Giovanni Battista Pedrozzi geschaffene originale Quadriga aus Gips und Kalk wurde bereits 1758 entfernt und durch eine solche aus bronziertem Holz ersetzt. Sie hatte sich als zu schwer erwiesen und zu zerfallen begonnen.[13]
- Während der Innenausbau des Ostgebäudes noch zu Lebzeiten Wilhelmines fertiggestellt worden war, wurde der des westlichen Baus erst in den 1770er Jahren unter Karl Alexander vollendet. Jener letzte Markgraf, der hauptsächlich in Ansbach residierte, verbrachte bis 1773 die Sommermonate in der Eremitage.[14]
- In der Zeit der Zugehörigkeit des Fürstentums zu Preußen (1791–1806) wurde nach 1794 damit begonnen, den barocken Park in einen Englischen Landschaftsgarten umzuwandeln. In diesem Zusammenhang wurden, mit Karl August von Hardenberg als Bevollmächtigtem, 1804 unter anderem die Simsfiguren des Sonnentempels versteigert.[15] Unter bayerischer Herrschaft wurde – vermutlich 1819 – die Quadriga auf dem Sonnentempel entfernt,[Anm. 1] der daraufhin knapp 90 Jahre lang ohne Bekrönung blieb. 1907 erwarb der Staat auf der Nürnberger Gewerbeschau einen Adler – das Wappentier der Hohenzollern – aus Bronze, der von 1908 bis April 1945 auf dem Gebäude thronte.[16] Der Adler überstand das Bombardement des April 1945 und ist eingelagert noch vorhanden.[17]
- Kurz vor dem Ende des Zweiten Weltkriegs wurden Teile des Reichsfilmarchivs aus Berlin in die Eremitage gebracht.[9] Soldaten der Wehrmacht und Offiziere der Abteilung Lehrfilm des Oberkommandos des Heeres quartierten sich im Alten Schloss ein. 60.000 Lehrfilme für die Soldatenausbildung sowie Mobiliar und Bilder aus dem Alten Schloss wurden im Neuen Schloss eingelagert.[7]
- 1945 waren die Decken- und Wandgestaltung sowie die Böden aus Wilhelmines Zeit wahrscheinlich noch original erhalten, ebenso die Kamine, Spiegel und Bettnischen.[18]
- Zum 130. Jubiläum der diplomatischen Beziehungen zwischen Korea und Deutschland brachte die südkoreanische Post eine Briefmarke mit dem Neuen Schloss der Eremitage als Motiv heraus.[19]